# Tarachodes fuscipennis
Tarachodes fuscipennis är en bönsyrseart som beskrevs av Sjostedt 1930. Tarachodes fuscipennis ingår i släktet Tarachodes och familjen Tarachodidae. Inga underarter finns listade i Catalogue of Life.